# Ich bin ein Star – Holt mich hier raus!/Staffel 5
Die fünfte Staffel der deutschen Reality-Show Ich bin ein Star – Holt mich hier raus! wurde vom 14. bis 29. Januar 2011 ausgestrahlt.
Obwohl von Dirk Bach in der letzten Folge der vierten Staffel angekündigt, wurde die fünfte Staffel der deutschen Reality-Show Ich bin ein Star – Holt mich hier raus!  am 11. Juni 2009 aufgrund geringer Werbebuchungen, die sich bereits 2009 in Form von für die Reichweite unverhältnismäßig kurzen Werbeblöcken gezeigt hatten, für 2010 abgesagt.
Die Staffel wurde von Dirk Bach und Sonja Zietlow moderiert. Für die medizinische Betreuung der Teilnehmer war unter anderem der Rettungssanitäter Bob McCarron alias „Dr. Bob“ zuständig.

## Ablauf
Die fünfte Staffel wurde vom 14. bis 29. Januar 2011 ausgestrahlt. Zum ersten Mal waren elf Kandidaten dabei. Sarah Knappik verließ das Camp am 25. Januar 2011, nachdem im Rahmen von Auseinandersetzungen im Camp fünf Kandidaten für den Fall ihres weiteren Verbleibs den Ausstieg angedroht hatten. Peer Kusmagk wurde zum Sieger der Staffel gewählt und gewann das Finale somit gegen Katy Karrenbauer und Thomas Rupprath.

## Teilnehmer

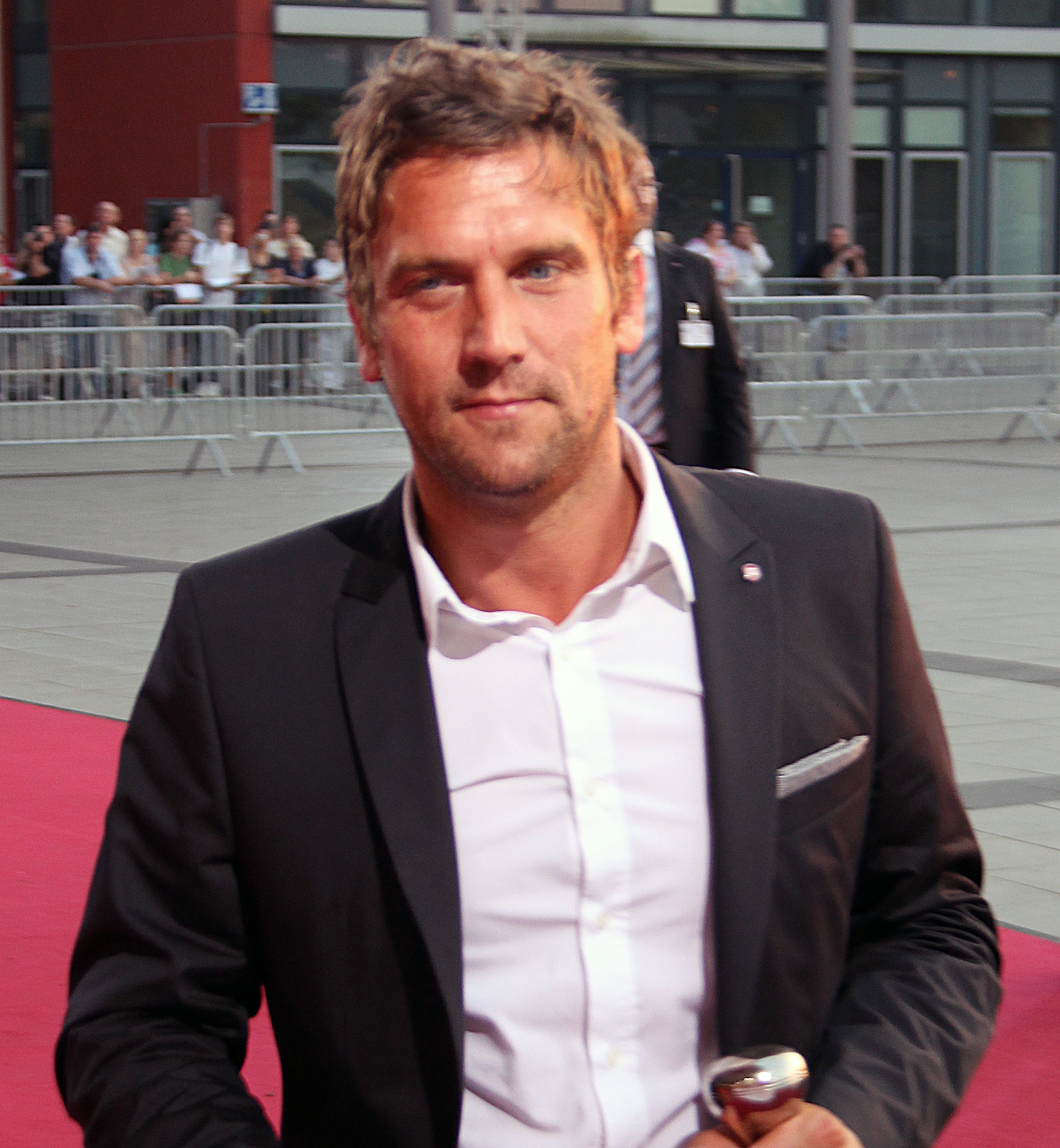
Peer Kusmagk: Dschungelkönig der fünften Staffel

| Platz | Teilnehmer              | Bekannt als                                                    | Auszug am  |
| ----- | ----------------------- | -------------------------------------------------------------- | ---------- |
| 01    | Peer Kusmagk            | Schauspieler, Fernsehmoderator                                 | 29. Januar |
| 02    | Katy Karrenbauer        | Schauspielerin, Sängerin, Autorin                              | 29. Januar |
| 03    | Thomas Rupprath         | Schwimm-Weltmeister                                            | 29. Januar |
| 04    | Jay Khan                | Sänger, ehemaliges Mitglied der Band US5                       | 28. Januar |
| 05    | Indira Weis             | Schauspielerin, Sängerin, ehemaliges Mitglied der Band Bro’Sis | 27. Januar |
| 06    | Mathieu Carrière        | Schauspieler                                                   | 26. Januar |
| 07    | Rainer Langhans         | Autor und Mitglied der Kommune I                               | 25. Januar |
| 018 1 | Sarah Knappik           | Model, Kandidatin bei Germany’s Next Topmodel                  | 24. Januar |
| 09    | Gitta Saxx              | Model, Moderatorin, Playmate                                   | 23. Januar |
| 10    | Eva Jacob               | Sängerin, Mitglied der Band Jacob Sisters                      | 22. Januar |
| 11    | Frank „Froonck“ Matthée | Hochzeitsplaner, Moderator von Frank – Der Weddingplaner       | 21. Januar |

## Abstimmungsergebnisse
| Abstimmungsergebnisse der fünften Staffel | Abstimmungsergebnisse der fünften Staffel | Abstimmungsergebnisse der fünften Staffel | Abstimmungsergebnisse der fünften Staffel | Abstimmungsergebnisse der fünften Staffel | Abstimmungsergebnisse der fünften Staffel | Abstimmungsergebnisse der fünften Staffel | Abstimmungsergebnisse der fünften Staffel | Abstimmungsergebnisse der fünften Staffel | Abstimmungsergebnisse der fünften Staffel | Abstimmungsergebnisse der fünften Staffel |
| Platz                                     | 21.01.2011                                | 22.01.2011                                | 23.01.2011                                | 24.01.2011                                | 25.01.2011                                | 26.01.2011                                | 27.01.2011                                | 28.01.2011                                | 29.01.2011 Vorfinale                      | 29.01.2011 Finale                         |
| ----------------------------------------- | ----------------------------------------- | ----------------------------------------- | ----------------------------------------- | ----------------------------------------- | ----------------------------------------- | ----------------------------------------- | ----------------------------------------- | ----------------------------------------- | ----------------------------------------- | ----------------------------------------- |
| 01                                        | Knappik 20,61 %                           | Weis 13,65 %                              | Khan 33,68 %                              | —                                         | Kusmagk 28,51 %                           | Kusmagk 55,49 %                           | Kusmagk 70,00 %                           | Kusmagk 66,99 %                           | Kusmagk 58,36 %                           | Kusmagk 69,77 %                           |
| 02                                        | Khan 15,56 %                              | Khan 13,33 %                              | Weis 12,09 %                              | —                                         | Khan 17,90 %                              | Karrenbauer 10,93 %                       | Karrenbauer 11,01 %                       | Karrenbauer 17,64 %                       | Karrenbauer 24,36 %                       | Karrenbauer 30,23 %                       |
| 03                                        | Weis 13,67 %                              | Karrenbauer 13,32 %                       | Karrenbauer 11,71 %                       | —                                         | Weis 15,80 %                              | Rupprath 9,91 %                           | Rupprath 8,66 %                           | Rupprath 10,08 %                          | Rupprath 17,28 %                          |                                           |
| 04                                        | Karrenbauer 11,91 %                       | Rupprath 12,73 %                          | Rupprath 10,05 %                          | —                                         | Karrenbauer 11,97 %                       | Weis 8,98 %                               | Khan 5,40 %                               | Khan 5,29 %                               |                                           |                                           |
| 05                                        | Rupprath 8,03 %                           | Knappik 11,19 %                           | Knappik 9,13 %                            | —                                         | Carrière 9,97 %                           | Khan 8,65 %                               | Weis 4,93 %                               |                                           |                                           |                                           |
| 06                                        | Carrière 7,26 %                           | Carrière 9,55 %                           | Carrière 7,06 %                           | —                                         | Rupprath 8,91 %                           | Carrière 6,04 %                           |                                           |                                           |                                           |                                           |
| 07                                        | Langhans 5,92 %                           | Kusmagk 9,39 %                            | Langhans 6,21 %                           | —                                         | Langhans 6,94 %                           |                                           |                                           |                                           |                                           |                                           |
| 08                                        | Jacob 5,58 %                              | Saxx 6,02 %                               | Kusmagk 5,43 %                            | Knappik (freiwillig)                      |                                           |                                           |                                           |                                           |                                           |                                           |
| 09                                        | Kusmagk 4,39 %                            | Langhans 5,97 %                           | Saxx 4,64 %                               |                                           |                                           |                                           |                                           |                                           |                                           |                                           |
| 10                                        | Saxx 3,93 %                               | Jacob 4,85 %                              |                                           |                                           |                                           |                                           |                                           |                                           |                                           |                                           |
| 11                                        | Matthée 3,14 %                            |                                           |                                           |                                           |                                           |                                           |                                           |                                           |                                           |                                           |

## Dschungelprüfungen
Von den 153 Rationen bzw. Sterne erspielten die Kandidaten insgesamt 94 Rationen bzw. Sterne. Somit wurden 61,43 % aller Rationen bzw. Sterne erspielt.
| Dschungelprüfungen der fünften Staffel | Dschungelprüfungen der fünften Staffel                                 | Dschungelprüfungen der fünften Staffel | Dschungelprüfungen der fünften Staffel |
| Datum                                  | Kandidat(en)                                                           | Prüfung                                | Erspielte Rationen (Sterne) |
| -------------------------------------- | ---------------------------------------------------------------------- | -------------------------------------- | --- |
| 14. Januar 2011                        | Mathieu Carrière Indira Weis                                           | „Dschungelzahnarzt“                    | · (Carrière , Weis ) |
| 15. Januar 2011                        | Rainer Langhans                                                        | „Friedhof der Kuscheltiere“            | Sternsymbol · Sternsymbol · Sternsymbol · Sternsymbol · Sternsymbol · Sternsymbol · Sternsymbol · Sternsymbol · Sternsymbol · Sternsymbol · Sternsymbol |
| 16. Januar 2011                        | Sarah Knappik                                                          | „Ab durch die Wand“                    | · (Prüfung abgebrochen) |
| 17. Januar 2011                        | Jay Khan Sarah Knappik                                                 | „Oktoberfest“                          | · (Khan , Knappik ) |
| 18. Januar 2011                        | Sarah Knappik                                                          | „Das Boot des Grauens“                 | Sternsymbol · Sternsymbol · Sternsymbol · Sternsymbol · Sternsymbol · Sternsymbol · Sternsymbol · Sternsymbol · Sternsymbol · Sternsymbol · Sternsymbol |
| 19. Januar 2011                        | Katy Karrenbauer Sarah Knappik                                         | „Unter Strom“                          | Sternsymbol · Sternsymbol · Sternsymbol · Sternsymbol · Sternsymbol · Sternsymbol · Sternsymbol · Sternsymbol · Sternsymbol · Sternsymbol · Sternsymbol |
| 20. Januar 2011                        | Sarah Knappik                                                          | „Raus aus den Mulden“                  | · (Prüfung nicht angetreten) |
| 21. Januar 2011                        | Sarah Knappik Thomas Rupprath (als Joker)                              | „Dschungelabitur“                      | · (3 davon durch Rupprath) |
| 22. Januar 2011                        | Peer Kusmagk                                                           | „Ab durch die Wand“                    | Sternsymbol · Sternsymbol · Sternsymbol · Sternsymbol · Sternsymbol · Sternsymbol · Sternsymbol · Sternsymbol · Sternsymbol · Sternsymbol               |
| 23. Januar 2011                        | Jay Khan Thomas Rupprath                                               | „Dschungel-Automat“                    | · (Khan , Rupprath ) |
| 24. Januar 2011                        | Indira Weis                                                            | „Raus aus den Mulden“                  | Sternsymbol · Sternsymbol · Sternsymbol · Sternsymbol · Sternsymbol · Sternsymbol · Sternsymbol · Sternsymbol                                           |
| 25. Januar 2011                        | Jay Khan Indira Weis                                                   | „Am seidenen Faden“                    | Sternsymbol · Sternsymbol · Sternsymbol · Sternsymbol · Sternsymbol · Sternsymbol · Sternsymbol                                                         |
| 26. Januar 2011                        | Peer Kusmagk Thomas Rupprath                                           | „Die Vögel“                            | Sternsymbol · Sternsymbol · Sternsymbol · Sternsymbol · Sternsymbol · Sternsymbol                                                                       |
| 27. Januar 2011                        | Katy Karrenbauer, Jay Khan, Peer Kusmagk, Thomas Rupprath, Indira Weis | „Tarzan und Jane“                      | Sternsymbol · Sternsymbol · Sternsymbol · Sternsymbol · Sternsymbol                                                                                     |
| 28. Januar 2011                        | Katy Karrenbauer Jay Khan                                              | „Dschungel-Memory“                     | · (Karrenbauer , Khan ) |
| 29. Januar 2011                        | Thomas Rupprath                                                        | „Das Ziel“                             | · (½ Stern geschenkt) |
| 29. Januar 2011                        | Katy Karrenbauer                                                       | „Der Weg“                              | Sternsymbol · Sternsymbol · Sternsymbol · Sternsymbol · Sternsymbol                                                                                     |
| 29. Januar 2011                        | Peer Kusmagk                                                           | „Der Wille“                            | Sternsymbol · Sternsymbol · Sternsymbol · Sternsymbol · Sternsymbol                                                                                     |

## Einschaltquoten
Die höchsten Marktanteile erreichte das Staffelfinale sowie die elfte und zwölfte Ausgabe, die sich mit dem eskalierenden Streit um Sarah Knappik und ihrem darauf folgenden freiwilligen Auszug beschäftigten. Die elfte Sendung vom 24. Januar 2011 sahen durchschnittlich 8,66 Millionen Zuschauer ab 3 Jahren, in der Zielgruppe wurde dabei ein Marktanteil von 47,5 Prozent erzielt. Die im Anschluss gezeigte Sendung Extra – Das RTL-Magazin, die sich ebenfalls mit den Geschehnissen im Dschungelcamp befasste, hatte mit 49,7 Prozent sogar noch einen etwas höheren Marktanteil in der Zielgruppe. Die auf 1:45 Stunden verlängerte zwölfte Sendung vom 25. Januar 2011 erreichte mit 50,3 Prozent in der Zielgruppe den höchsten Marktanteil der Staffel; nur das Finale der ersten Staffel erreichte eine noch höhere Quote (54,1 Prozent). Das Finale vom 29. Januar 2011 sahen im Schnitt 8,93 Millionen Menschen an, womit es sich von allen Staffeln um die Folge mit den bisher höchsten Zuschauerzahlen handelt.
| Quoten der fünften Staffel                             | Quoten der fünften Staffel | Quoten der fünften Staffel | Quoten der fünften Staffel | Quoten der fünften Staffel     |
| Folge                                                  | Erstausstrahlung           | Zuschauerzahl ab 3 Jahren  | Marktanteil ab 3 Jahren    | Marktanteil 14- bis 49-Jährige |
| ------------------------------------------------------ | -------------------------- | -------------------------- | -------------------------- | ------------------------------ |
| Folgen mit Abstimmung „Wer muss zur Dschungelprüfung?“ |                            |                            |                            |                                |
| Folge 1                                                | Fr, 14. Januar 2011        | 7,28 Mio.                  | 28,2 %                     | 39,3 %                         |
| Folge 2                                                | Sa, 15. Januar 2011        | 5,80 Mio.                  | 21,9 %                     | 29,8 %                         |
| Folge 3                                                | So, 16. Januar 2011        | 5,54 Mio.                  | 21,0 %                     | 29,0 %                         |
| Folge 4                                                | Mo, 17. Januar 2011        | 7,21 Mio.                  | 30,4 %                     | 40,0 %                         |
| Folge 5                                                | Di, 18. Januar 2011        | 6,92 Mio.                  | 29,3 %                     | 40,6 %                         |
| Folge 6                                                | Mi, 19. Januar 2011        | 6,76 Mio.                  | 27,4 %                     | 39,4 %                         |
| Folge 7                                                | Do, 20. Januar 2011        | 7,16 Mio.                  | 29,3 %                     | 41,9 %                         |
| Folgen mit Abstimmung „Wer muss das Camp verlassen?“   |                            |                            |                            |                                |
| Folge 8                                                | Fr, 21. Januar 2011        | 7,95 Mio.                  | 33,0 %                     | 45,6 %                         |
| Folge 9                                                | Sa, 22. Januar 2011        | 7,79 Mio.                  | 29,7 %                     | 42,1 %                         |
| Folge 10                                               | So, 23. Januar 2011        | 7,09 Mio.                  | 26,8 %                     | 37,8 %                         |
| Folge 11                                               | Mo, 24. Januar 2011        | 8,66 Mio.                  | 35,1 %                     | 47,5 %                         |
| Folge 12                                               | Di, 25. Januar 2011        | 8,34 Mio.                  | 34,6 %                     | 50,3 %                         |
| Folge 13                                               | Mi, 26. Januar 2011        | 7,68 Mio.                  | 29,9 %                     | 42,3 %                         |
| Folge 14                                               | Do, 27. Januar 2011        | 7,52 Mio.                  | 28,5 %                     | 40,5 %                         |
| Folge 15                                               | Fr, 28. Januar 2011        | 7,81 Mio.                  | 31,2 %                     | 44,2 %                         |
| Finale                                                 |                            |                            |                            |                                |
| Folge 16                                               | Sa, 29. Januar 2011        | 8,93 Mio.                  | 34,3 %                     | 49,1 %                         |
| Das große Wiedersehen                                  |                            |                            |                            |                                |
| —                                                      | So, 30. Januar 2011        | 6,92 Mio.                  | 18,4 %                     | 28,1 %                         |

Die fünfte Staffel wurde im Durchschnitt von 7,40 Millionen Menschen angesehen, was einem Marktanteil von 29,4 Prozent entspricht. In der Zielgruppe der 14- bis 49-Jährigen wurde bei durchschnittlich 4,59 Millionen Menschen ein durchschnittlicher Marktanteil von 41,2 Prozent erreicht.

## Zusätzliche Sendungen im TV
- 30. Januar 2011: Ich bin ein Star – Holt mich hier raus! – Das große Wiedersehen mit Sonja Zietlow und Dirk Bach (RTL)